# 오귀스탱 티에리
자크 니콜라 오귀스탱 티에리(Jacques Nicola Augustin Thierry)는 1795년 5월 10일 블루아에서 태어나 1856년 5월 22일 파리에서 사망한 프랑스의 역사가이다.
원전을 바탕으로 역사를 연구한 최초의 역사가들 가운데 하나로 평가받는 티에리는 견식과 상상을 섞은 거의 소설같은 생생한 서술로 당대 동료 역사학자들과 구분된다. 또한 티에리는 처음으로 프랑스의 지방 자치 단체에 대한 고증 연구를 한 것으로 유명하다.
오귀스탱 티에리는 아메데 티에리의 형이자 질베르 오귀스탱티에리의 삼촌이기도 하다.

## 생애
오귀스탱 티에리는 1795년 5월 10일 (공화력 3년 화월 21일) 블루아에서 사서였던 아버지 자크 티에리와 어머니 카트린 르루의 아들로 태어났다. 그는 아메데 티에리의 맏형이었다. 티에리는 콜레주 드 블루아에 1811년 10월 기숙생으로 입학, 재학 중 수많은 상을 수여받은 우등생이었다. 2년 동안 그는 문학 바칼로레아와 과학 바칼로레아를 통과하여 문학사를 받는다. 1813년 티에리는 콩피에뉴에 인문계 교사로 발령되나 얼마 안되어 급히 파리로 돌아온다.
자신의 열정적이고 관대한 본성으로 티에리는 프랑스 혁명의 이념들을 기꺼이 받아들이게 되었다. 생시몽 백작이 설교한 사회에 대한 이상적인 전망을 취하며, 티에리는 1814년부터 1817년까지 생시몽 백작의 비서가 되었고, 그가 확언하듯, 생시몽 백작의 "양자"였다. 이론적 또는 실천적 문제들만을 다룬 생시몽의 제자들 대다수와는 대조적으로, 오귀스탱 티에리는 자신의 모든 관심을 역사에 집중했다.
역사 분야에 대한 티에리의 소명은 샤토브리앙의 <순교자들>을 읽은 것에서 강하게 영향받았다. 나중에는, 티에리의 낭만적 향취 역시 월터 스콧의 소설들에서 기인한다. 허구의 이야기를 쓰지 않으면서 더 많은 생동감을 자신의 이야기에 불어넣고자, 티에리는 자신의 문학적, 극적인 방식으로 역사를 고찰했다.

## 작품 목록
- <제3신분의 형성과 발전사에 관하여>Essai sur l'histoire de la formation et des progrès du tiers état, Genève, Mégariotis Reprints, 1978 .
- <메로빙거 시대의 이야기>Récits des temps mérovingiens, Bruxelles, Complexe, 1995, coll. Historiques, 94.
- <제3신분 역사 속 미완의 건축물에 관한 모음집>Recueil des monuments inédits sur l'histoire du tiers état, Paris, éd. du CTHS, 1970.
- <토머스 베켓의 생애와 죽음>Vie et mort de Thomas Becket, Paris, Table ronde, 2002, coll. La petite vermillon, 165.
- <프랑스사에 관한 서한>Lettres sur l'histoire de France, Aude Déruelle éd., Classiques Garnier, 2012.

## 같이 보기
- 쥘 미슐레